# جنگ زیر آب

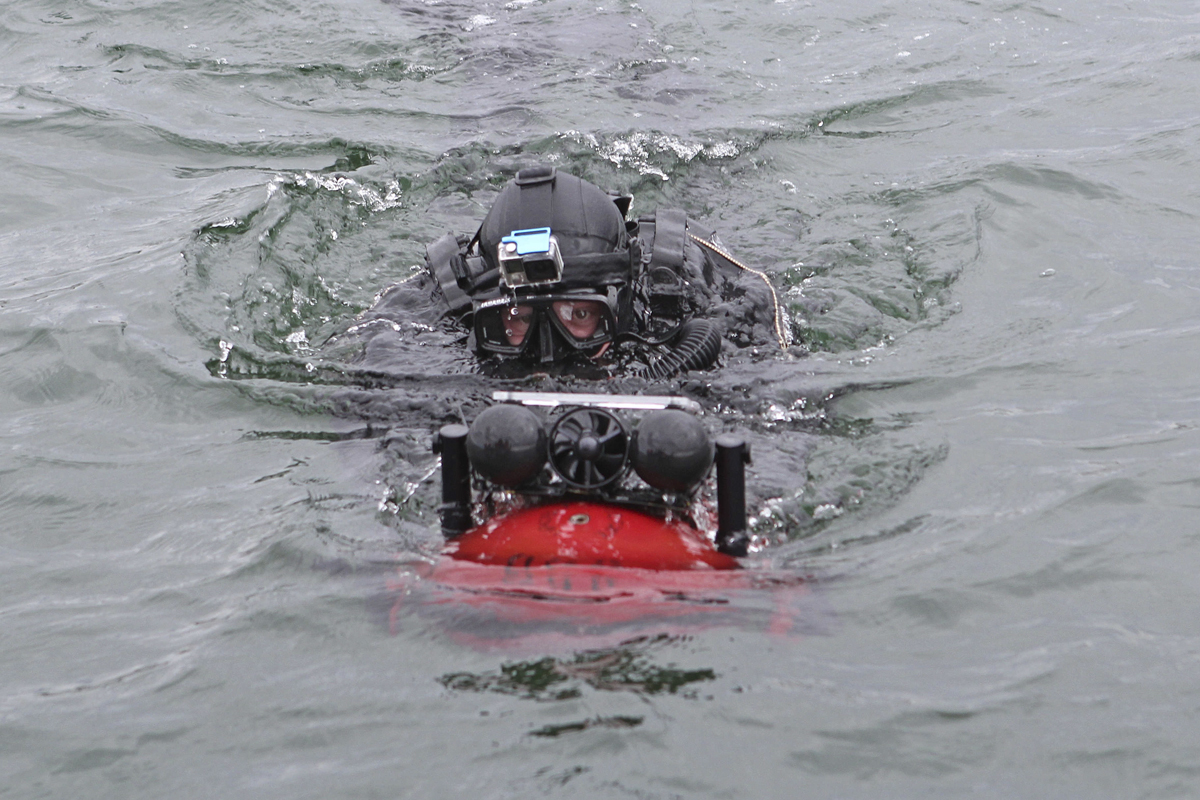
یک غواص نیروی دریایی روسیه در حین تمرین در سال ۲۰۱۷

جنگ زیر آب (انگلیسی: Underwater warfare) گونه‌ای جنگ دریایی است که در محیط زیر آب انجام می‌شود و عملیات‌های زیرآبی یا رزمی را در بر می‌گیرد. جنگ زیر آب یکی از چهار حوزه عملیاتی جنگ دریایی است، حوزه‌های دیگر عبارتند از جنگ سطحی، جنگ هوایی و جنگ اطلاعاتی.
جنگ زیرآب شامل مواردی چون اقدامات توسط زیردریایی‌ها و جنگ ضد زیردریایی، یعنی جنگ بین زیردریایی‌ها، سایر تجهیزات زیر سطحی و کشتی‌های سطحی می‌شود، همچنین هواپیماهای جنگی و هلیکوپترها نیز ممکن است هنگام پرتاب بمب‌های شیرجه‌ای ویژه و موشک‌های اژدر علیه زیردریایی‌ها درگیر شوند.
عملیات ویژه جنگ زیرآب، شامل خرابکاری غواصی نظامی علیه کشتی‌ها و بنادر، تکنیک‌های ضد غواص و عملیات شناسایی می‌شود.
در قرن بیستم، جنگ‌های زیرآبی تحت سلطه زیردریایی‌ها بود. آن‌ها اولین بار در طول جنگ جهانی اول رواج یافتند، زمانی که او-بوت‌ها و زیردریایی‌های آلمانی به بسیاری از کشتی‌های متفقین حمله کرده و آن‌ها را غرق کردند، مانند غرق کردن کشتی آرام‌اس لوسیتانیا در سال ۱۹۱۵. سناریوی مشابهی در طول جنگ جهانی دوم رخ داد، زمانی که زیردریایی‌های آلمانی یک کمپین طولانی علیه کشتی‌های متفقین، به ویژه در میانه اقیانوس اطلس، آغاز کردند. زیردریایی‌های ژاپنی نیز نقش حداقلی در جبهه اقیانوس آرام ایفا کردند و زیردریایی‌های آمریکایی در طول جنگ در مجموع ۵٫۳ میلیون تن از کشتی‌های محور را غرق کردند که بیشتر آن‌ها به ژاپنی‌ها آسیب رساند. در قرن بیست و یکم، وسایل نقلیه زیرآبی بدون سرنشین (شهپاد) نقش مهمی در جنگ‌های زیرآبی ایفا می‌کنند.